# Chrysotus pseudexcisus
Chrysotus pseudexcisus är en tvåvingeart som beskrevs av Robinson 1975. Chrysotus pseudexcisus ingår i släktet Chrysotus och familjen styltflugor.
Artens utbredningsområde är Dominica. Inga underarter finns listade i Catalogue of Life.